# KV6

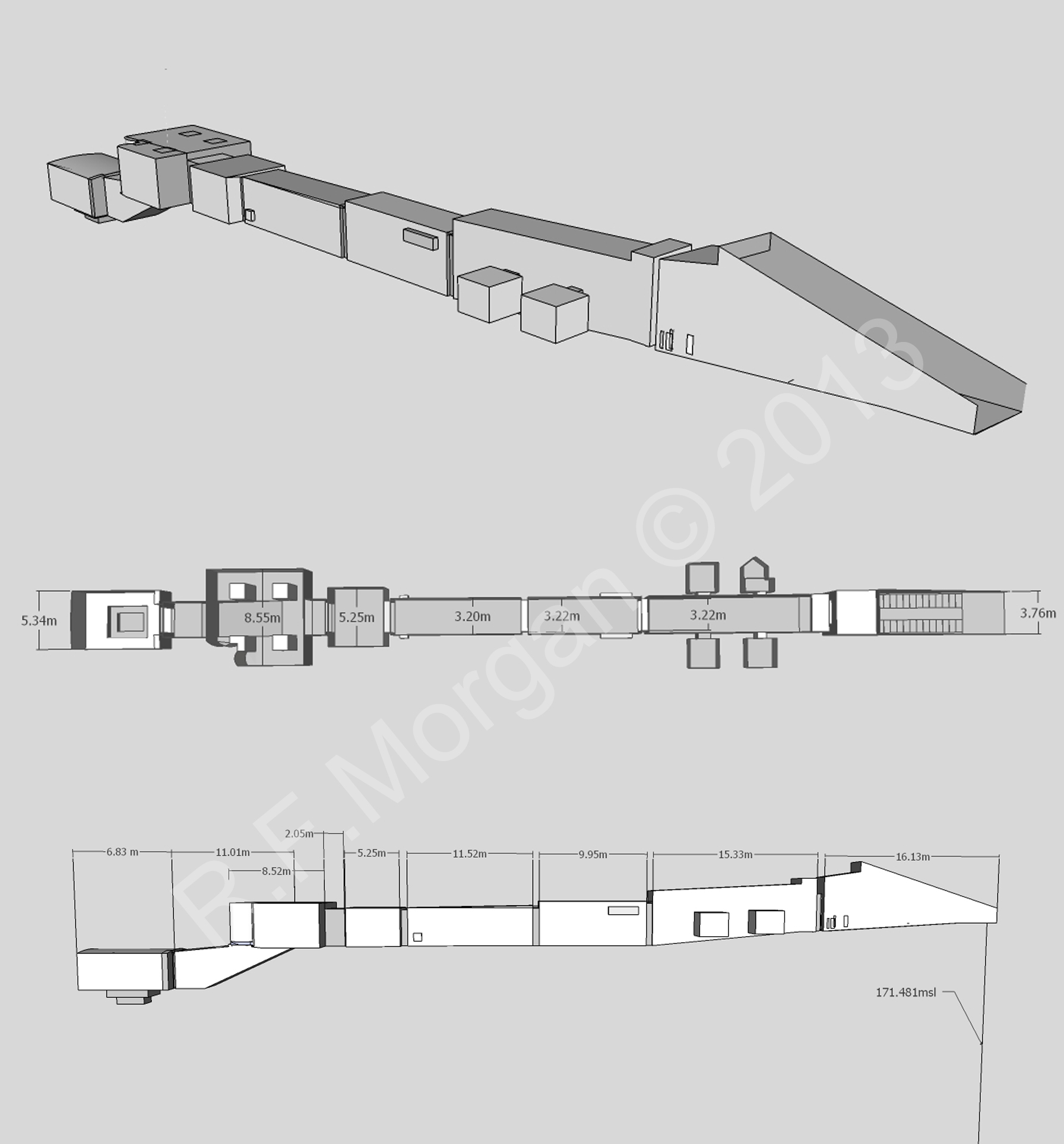
Hình ảnh của KV6 lấy từ một mô hình 3d

Ngôi mộ KV6 là một ngôi mộ hoàng gia ở Thung lũng của các vị Vua của Ai Cập là nơi an nghỉ của vị Pharaon Ramesses IX của Vương triều thứ 19. Tuy nhiên, các bằng chứng khảo cổ và độ chứng thực của họa tiết trang trí mà nó chứa đựng cho thấy rằng ngôi mộ đã không hoàn thành trong thời gian ông chết nhưng sau đó đã được xây vội vã để hoàn thành, nhiều góc tường bị cắt tỉa, sau cái chết của ông.
Nó nằm ở khu trung tâm của thung lũng. Nó có kích thước rộng bất thường, lối vào ở giữa, và cao hơn một chút, có bao gồm hai sự đặc biệt khá thú vị của lăng mộ: KV5 và KV55. Nó nằm sâu 105 mét vào sườn đồi, ngôi mộ bắt đầu với một cái cổng và một dốc xuống lài lài. Căn phòng đầu tiên trong số các hành lang có bốn phòng chôn ở cả bốn phía – hai mỗi bên – nhưng không có ai được chôn trong này và nó chưa được trang trí hay hoàn thành.
KV6 đã được phát hiện từ thời cổ đại, có thể bị phát hiện bởi những người La Mã, người hy lạp cổ đại và những du mục người Copt bởi những hình vẽ Graffiti cổ và những dấu vết của họ để lại.

## Hình ảnh

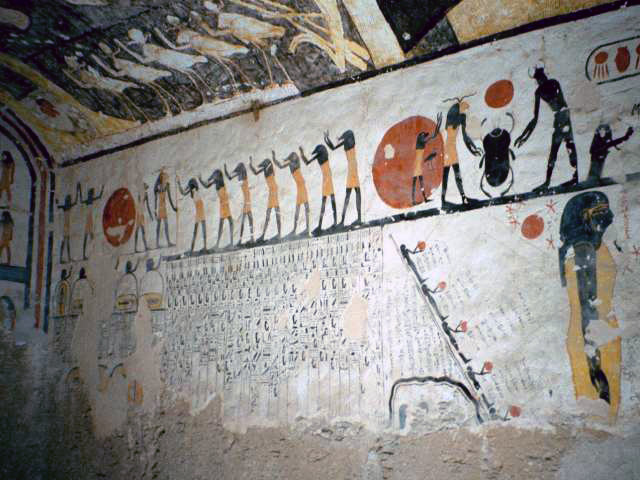
Trang trí trên tường phòng chôn
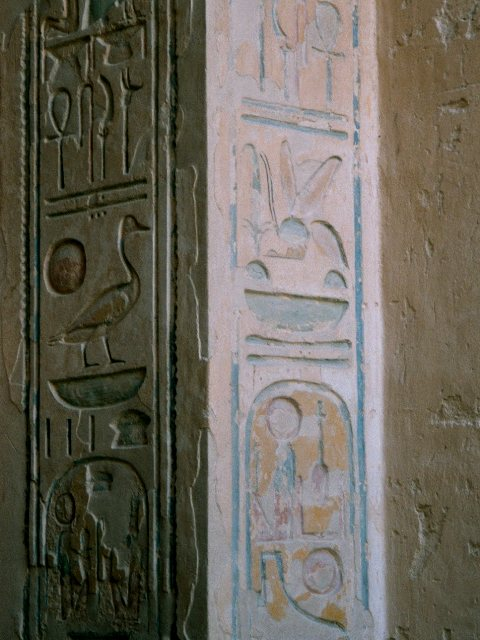
Tên Ramses IX xuất hiện trên các cửa ra vào hầm mộ